# Spoorwegbeheerder

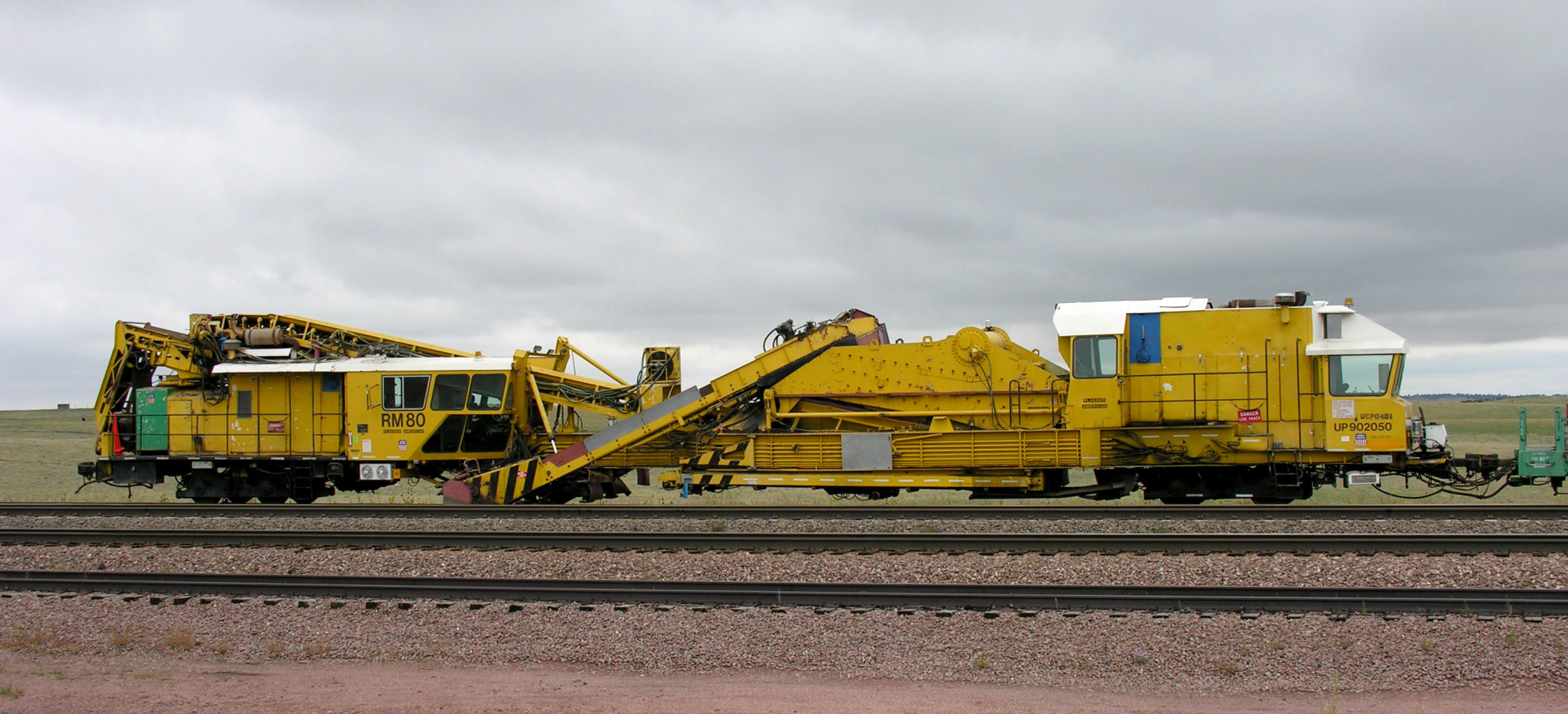
Een kettinghor, een spooronderhoudsmachine, in het oosten van Wyoming in 2006

Een spoorwegbeheerder of spoorinfrastructuurbeheerder is in Europa een onderneming die verantwoordelijk is voor het beheer van de spoorwegen in een bepaald land of gebied.
De spoorwegbeheerders zijn verantwoordelijk voor:
- De aanleg en onderhoud van spoorwegen.
- Het verdelen van de beschikbare spoorcapaciteit onder de spoorwegvervoerders. Dat doen zij door treinpaden toe te wijzen aan spoorwegvervoerders, na aanvraag daarvan door de spoorvervoerders. Dat betekent dat de spoorbeheerders ook de dienstregelingen maken.
- De spoorverkeersleiding, onder andere het bedienen van wissels en seinen. Dat betekent dat de spoorbeheerders ook een belangrijke taak hebben bij het uitvoeren van de treindiensten.

De spoorwegvervoerders betalen een gebruiksvergoeding of infraheffing aan de spoorbeheerder voor het gebruik van het spoor.

## Het ontstaan van spoorbeheerders
De Europese Unie bepaalde met EU-richtlijn 91/440/EEG uit 1991 dat de nationale spoorwegondernemingen tot op zekere hoogte zouden verzelfstandigen en dat er een scheiding kwam tussen het spoorwegbeheer en het spoorwegvervoer. Door de splitsing ontstonden spoorwegbeheerders, die zich op aanleg, onderhoud en beheer van spoorwegnetten richten. 
Veel Europese spoorbeheerders hebben zich sinds 2001 verenigd in de organisatie European Rail Infrastructure Managers (EIM).

## Lijst van spoorbeheerders
- België: Infrabel (eigendom 92,66% NMBS-Holding/7,34% Federale Staat)
- Denemarken: Banedanmark
- Duitsland: DB Netze (onderdeel Deutsche Bahn)
- Finland: Ratahallintokeskus (RHK)
- Frankrijk: Réseau Ferré de France (onderdeel van SNCF)
- Griekenland: Organismos Sidirodromon Ellados (OSE)
- Italië: Rete ferroviaria Italiana (RFI) (onderdeel Ferrovie dello Stato)
- Luxemburg: Railinfralu
- Nederland: ProRail BV
- Noorwegen: Bane NOR
- Polen: PKP Polskie Linie Kolejowe (PLK)
- Portugal: Rede ferroviaria nacional (Refer)
- Slowakije: Železnice Slovenskej republiky (ŽSR)
- Slovenië: Agencija Zelezniski Promet (AZP)
- Spanje: Administrador de Infraestructuras Ferroviarias (ADIF)
- Tsjechië: Správa železniční dopravní cesty (SŽDC)
- Verenigd Koninkrijk: Network Rail
- Zweden: Trafikverket (tot 2010: Banverket) (BV)

### Particuliere spoorbeheerders
- Kanaaltunnel: Eurotunnel is zowel infrastructuurbeheerder als spoorwegondernemer van de shuttletrein op dit traject.
- HSL-Zuid: Infraspeed

### Voormalige spoorbeheerders
- Nederland: Keyrail - tot 1 juli 2015
- Verenigd Koninkrijk: Railtrack - tot oktober 2003